# Le Big Bang
Le Big Bang (Título original: The Big Bang, título francés: Le Big Bang) es una película de animación franco-belga de 1987 dirigida por Picha y coproducida por Comedia (Bruselas) y Zwanz (París).

## Argumento
Después de la Tercera Guerra Mundial, la mayor parte del planeta fue arrasada y aparentemente sólo los rusos y los estadounidenses son los únicos supervivientes. Se ven obligados a reagruparse en el mismo continente, la USSSR. Pero otra pequeña zona también se salvó del desastre. Está poblado únicamente por mujeres y se llama Vaginia. Cuando los dos grupos empiezan a pelear, Dios intenta poner fin a la batalla y encarga esta misión a Fred, un recolector de basura del espacio.

## Reparto
| Personaje         | Actor/actriz de voz original | Actor/actriz de doblaje francés | Actor/actriz de doblaje castellano                                                  |
| ----------------- | --- | --- | ----------------------------------------------------------------------------------- |
| Fred Hero         | David L. Lander | Luis Rego | José Carabias                                                                       |
| Liberty           | Carole Androsky | Régine Teyssot | Chelo Vivares                                                                       |
| Camarada en Chef  | Marshall Efron | Georges Aminel | Claudio Rodríguez                                                                   |
| Una               | Alice Playten | Perrette Pradier | Matilde Conesa                                                                      |
| Trixie            | Joanna Rush | Paule Emanuele | Delia Luna                                                                          |
| Voces adicionales | Marvin Silbersher, Jerry Bledsoe, Josh Daniel, Bob Kaliban, George Osterhan, Ray Owens, Deborah Taylor, Ron Vernan en Roberta Wallach | William Sabatier, Michel Elias, Roger Carel, Georges Aminel, Michel Modo, Richard Darbois, Henri Djanik, Marie-Brigitte Andrei, Luc Bernard, Igor de Savitch, Danièle Dinant, Marcel Guido, Pauline Larrieu, Philippe Peythieu, Jean-Claude Robbe y Jacques Seyel | Víctor Agramunt, Teófilo Martínez, Mercedes Barranco, Jesús Nieto y Juan Lombardero |

## Estreno
La película se estrenó por primera vez en Dinamarca el 6 de marzo de 1987 (bajo la distribución de Scala Film) y luego se estrenó en los cines franceses el 18 de marzo (bajo la distribución de 20th Century Fox France). Unos meses más tarde, la película se estrenó también en los cines belgas y suizos.
En España, la película se estrenó en VHS en el año 1989, y fue distribuida por New Star Video.